# Lindow (Mark)
Lindow (Mark) ou Lindow in der Mark é um município da Alemanha, situado no distrito de Ostprignitz-Ruppin, no estado de Brandemburgo. Tem 65,17 km² de área, e sua população em 2019 foi estimada em 3.003 habitantes.